# Bugyi
Bugyi is een plaats (nagyközség) en gemeente in het Hongaarse comitaat Pest. Bugyi telt 5327 inwoners (2007).

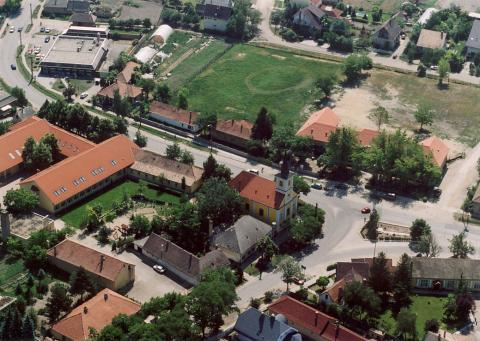
Luchtopname van Bugyi met rooms-katholieke Kerk